# Montagnes Ossipee
Les montagnes Ossipee sont un massif volcanique situé à l'ouest de la ville américaine d’Ossipee et du lac Ossipee dans le comté de Carroll, dans l’État du New Hampshire. Elles se trouvent au sud des montagnes Blanches. Le mont Shaw, en est le point culminant avec  910 mètres et se trouve dans les municipalités de Moultonborough et Tuftonboro. Le massif est situé au nord du lac Winnipesaukee. Il est composé par les vestiges d'un dyke annulaire datant d'environ 125 millions d'années (Crétacé).

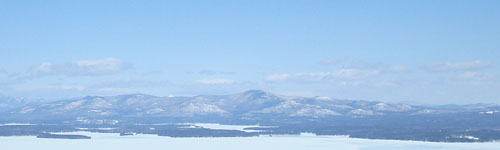
Vue des montagnes Ossipee depuis le mont Klem.